# Michelangelostraße (Berlin)

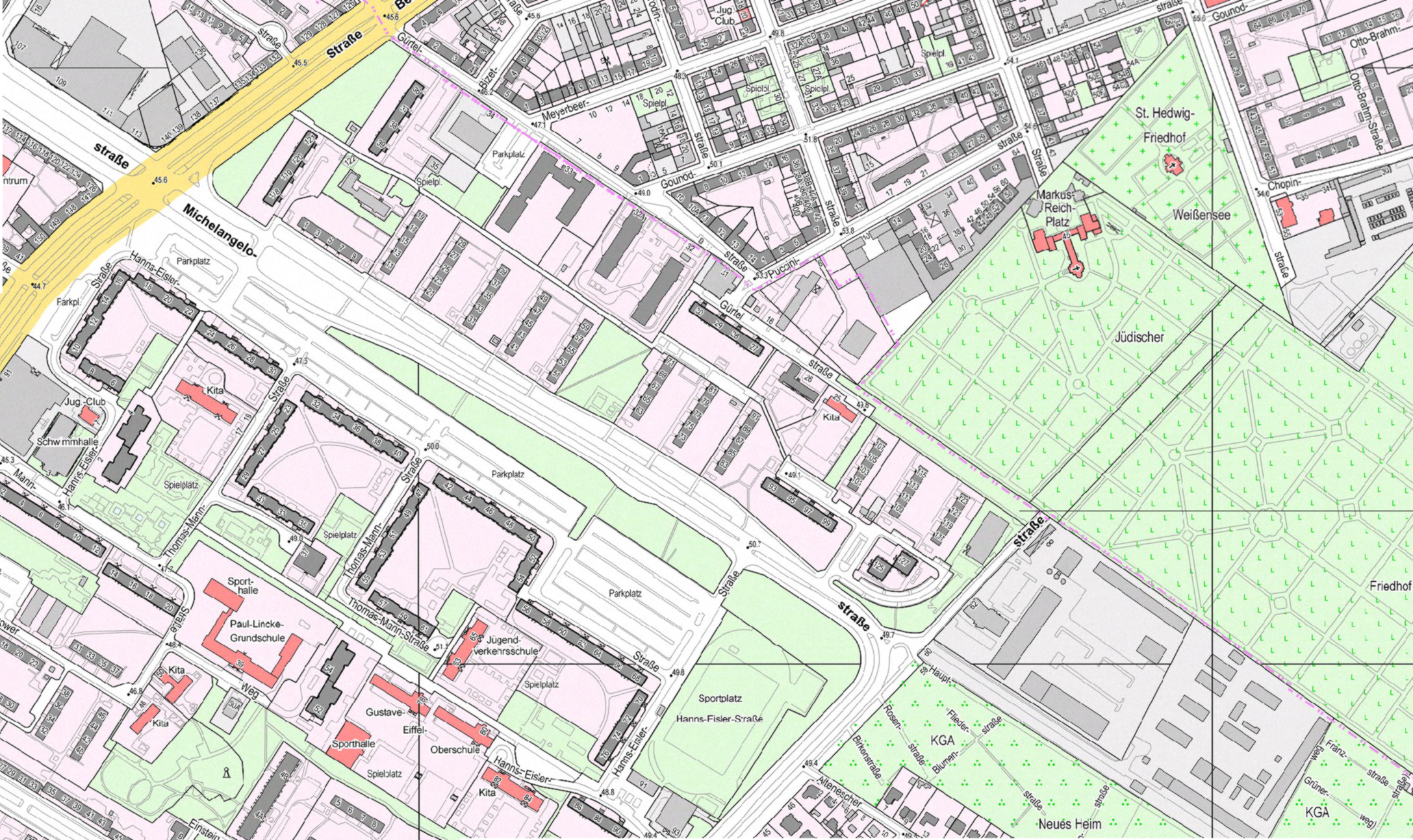
Lage der Straße zwischen Prenzlauer Berg und Weißensee

Die Michelangelostraße ist eine rund 860 Meter lange Straße im Berliner Ortsteil Prenzlauer Berg des Bezirks Pankow. Sie ist eine Hauptstraße im Verlauf des nördlichen Teils der C-Ringstraße in Verlängerung des Berliner Stadtringes und der Seestraße und schließt an die Ostseestraße an. Dieser dritte Stadtstraßenring liegt etwas außerhalb des S-Bahn-Ringes. In den Planungen ist eine Schließung des Rings nicht mehr enthalten.

## Planung Ringstraße

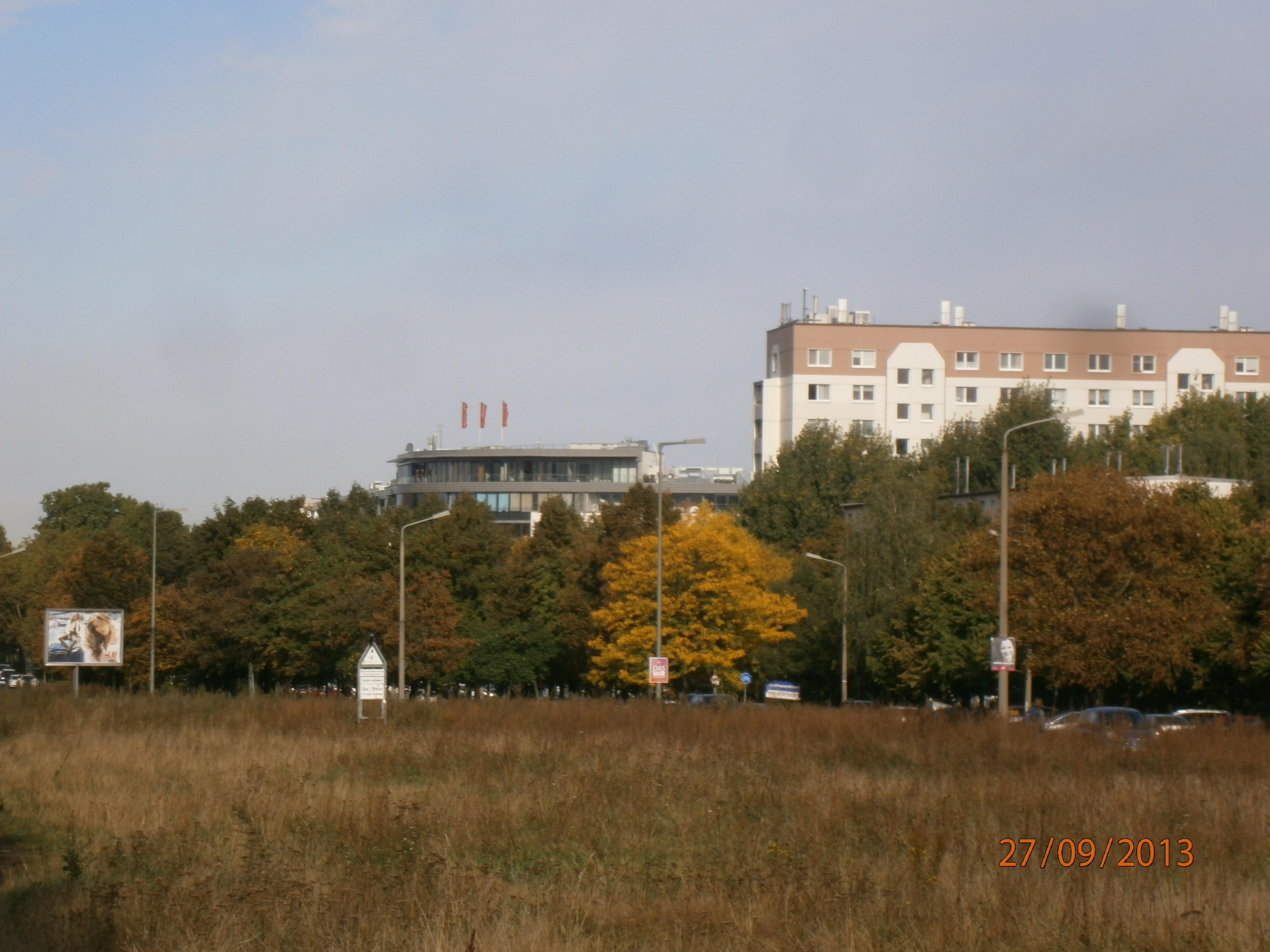
Grünfläche der Straßensüdseite

In der Bezirksliste (2015) des Detailnetzes ist die Michelangelostraße unter der Straßennummer 41961 verzeichnet, zudem die Okstra-Klasse „G“ und im RBS (Regionales Bezugssystem) „STRA“. Nach dem Stadtentwicklungsplan (Straßenwesen) sind 860 Meter in der StEP-Kategorie II als übergeordnete Straßenverbindung aufgenommen, 120 Meter Fortsetzung sind nicht kategorisiert.
Im Hobrechtplan war innerhalb des Communicationswegs (Gürtelstraße) im Sektor XIII die Ringstruktur vorgegeben. Der heutige Straßenverlauf liegt zwischen der Weichbildgrenze zu Weißensee (jetzige Lehder-/ nördlich Gürtelstraße) und einem inneren Ringverlauf ungefähr im Zuge der heutigen Erich-Weinert-Straße. Die nachfolgenden Pläne ab 1890 enthalten zwischen diesen die Straße 40a im Ringverlauf. Die Trasse der seit 1964 bestehenden Michelangelostraße war bis in die Mitte der 1950er Jahre lediglich durch die Hochspannungsmasten und die Elektrofernleitung der Golpa markiert, diese führte über dem Mittelstreifen der Ostseestraße zur Kreuzung Hohenschönhauser/Lichtenberger Straße und weiter in die Landsberger Chaussee. Bis zum Anfang der 1960er Jahre war die zum Ring geplante Straße 40a (Verlängerte Ostseestraße) nicht als Straße angelegt und Bestandteil der Kleingärten östlich der Greifswalder Straße. Bis in die 1970er Jahre führte der Anfang der 1960er Jahre angelegte Straßenzug als einbahnige zweistreifige Verbindung zur Kniprodestraße.
Diese Brach- und Kleingartenfreifläche war in den 1940er/1950er Jahren für die Entsorgung der Innenstadttrümmer wichtiger als eine Straße. Von den Bauflächen der Stalinallee bestand anfangs eine „Trümmerbahn“. Die Fläche zwischen Oderbruchstraße und Kniprodestraße wurde von 1945 bis in die 1960er Jahre als Trümmerberg, später als Müllkippe genutzt. Die geplante Einbindung in den Ring wurde in den Nachkriegsjahren durch die Ablagerung von Trümmern aus der Innenstadt auf der Oderbruchkippe behindert. Der aus der Kippe gestaltete Volkspark Prenzlauer Berg und die bis an den Jüdischen Friedhof Weißensee reichenden Kleingartenkolonien liegen im Ringbereich. Für die hier liegenden Kleingärten und deren „Hauptweg“ zwischen Volkspark im Süden und Jüdischem Friedhof im Norden, bestanden noch bis nach der Wende Planungen, den Straßenzug als Stadtautobahn weiterzuführen. Südlich der um 1961 angelegten Straße wurde die Verkehrsreservefläche einer Stadtringstraße freigehalten. Die bereits von Hobrecht geplante Mittelpromenade wurde Mitte der 1970er Jahre in Fortsetzung der Mittelfläche der Ostseestraße bis zur Kniprodestraße fortgeführt, und parallel zur vorhandenen Straßenlage (ursprüngliche nördliche Fahrbahn) wurde die zweite (die südliche) Fahrbahn gebaut. Zwischen der Straße und den 1976–1978 errichteten Wohnhäusern der Großwohnsiedlung wurden als Übergangsnutzung Parkplätze vorgelagert und ein Baum- und Wiesenstreifen angelegt.
In der aktuellen „Fassung des FNP von 2015“ ist die Michelangelostraße immer noch als übergeordnete Straßenverbindung vorgesehen. In der Führung Seestraße, Bornholmer Straße, Wisbyer Straße, Ostseestraße ist die Michelangelostraße entsprechend ausgezeichnet. Von dieser ist ein FNP-Straßenzug in den „Hauptweg“ der Kleingartenkolonie (KGA „Neues Heim“) nördlich vom „Wohngebiet Altenescher Weg“ und dem Volkspark ausgewiesen. Am Rand der Gewerbefläche (Baugewerbehof und BSR) ist die zugehörige Wegmarkierung zum Südrand des Jüdischen Friedhofs angegeben und beansprucht Gelände der KGA „Grönland“, „Am Volkspark Prenzlauer Berg“ und „Langes Höhe“. Nach Überquerung der Bezirksgrenze zu Lichtenberg besteht Anschluss an den Weißenseer Weg.

## Planungen Umfahrung Weißensee
Nach Osten würde der (Seestraßen-)Ring nach ursprünglicher Planung durch den Volkspark Prenzlauer Berg führen. Zur Entlastung der den Ring kreuzenden Verbindung (Berliner Allee in Weißensee) war bereits seit 1935 eine Süd-/Nordführung ebenengleich durch den Jüdischen Friedhof geplant. Ein entsprechender Flächenstreifen war aus Pietätsgründen auf dem Gelände ohne Bestattungen freigehalten worden. Die Kriegsereignisse verhinderten die Verlängerung der Kniprodestraße (vorgesehen als Kniprodeallee) bis an die Buschallee.
Die Fernverkehrsstraße verläuft über die Greifswalder Straße und Berliner Allee (1953–1991 Klement-Gottwald-Allee). Der besonders mit dem Neubau-Stadtbezirk Hohenschönhausen zunehmende Verkehr durch Weißensee brachte ein Wiederaufleben der Pläne. 1986 wurde wiederum als Fortsetzung der Ringstraße eine Hochstraße über den Jüdischen Friedhof Weißensee projektiert und die Bauvorbereitungen begonnen. Dieser Straßenbau war als Prestigeobjekt der „Partei- und Staatsführung“ der DDR zur 750-Jahr-Feier Berlins im Jahr 1987 vorgesehen und hätte die Kniprodestraße mit der Hansastraße, die zur Großsiedlung Hohenschönhausen führt, verbunden. Zudem wäre der Anschluss über die Lichtenberger Straße als Ringfortführung nördlich um den Jüdischen Friedhof in den Weißenseer Weg nach Lichtenberg möglich geworden. Nach Zugeständnissen an die Jüdische Gemeinde in Berlin schien das Bauprojekt durchführbar. Die Entlastung Weißensees wäre durch eine solche Lösung aus Zeiten einer „autogerechten“ Stadt wünschenswert gewesen. Wegen der strikten Ablehnung durch die Adass Jisroel-Gemeinde Berlins wurde aber die Bauphase abgebrochen, weil die Möglichkeit bestand, dass auf der Freifläche während der NS-Zeit Bestattungen von ungemeldeten jüdischen Bürgern stattgefunden hatten. Die 1986 bereits getroffenen Bauvorbereitungen an der Indira-Gandhi-Straße wurden „zurückgebaut“. Der ursprünglich von Hobrecht geplante Ring von 1905 endet dadurch im Norden mit der Michelangelostraße am Volkspark Prenzlauer Berg. Der seit 1990 verstärkte West-Ost-Verkehr fließt somit Richtung Friedrichshain und nach Lichtenberg über die Kniprode- und Storkower Straße. Verblieben ist die Verlängerte Ostseestraße als Bezeichnung für den Fuß- und Fahrweg durch die Kleingärten nördlich des Volksparks und südlich des Jüdischen Friedhofs. Die offizielle Bezeichnung dieser KGA-Privatstraße ist „Hauptweg“.

## Namensgebung

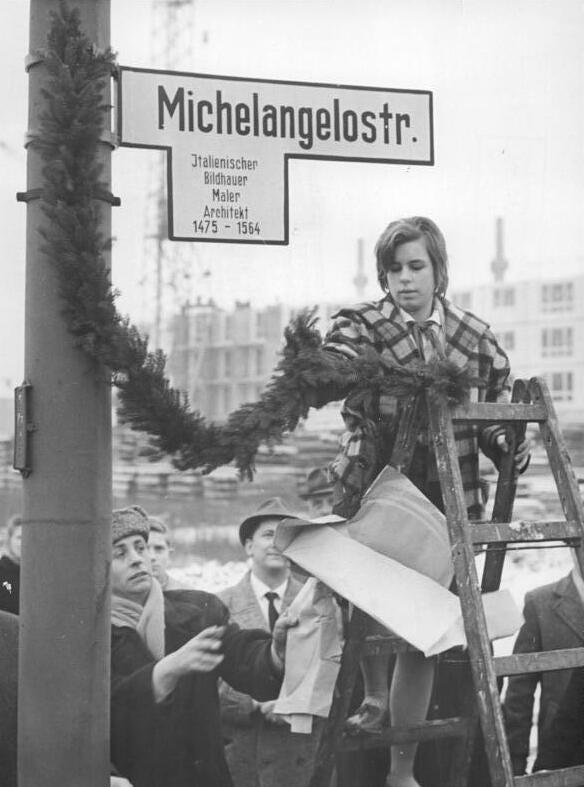
Namensgebung 1964

In den 1960er Jahren wurde östlich der Ostseestraße die weitergehende Bebauung entlang des Stadtrings in Angriff genommen. Zunächst entstanden zwei QPb61-Bauten östlich der Greifswalder Straße. Die Kleingärten wurden beräumt, und wie an der Ostseestraße zwischen Gubitz- und Hosemannstraße begann der Bau von Q3A-Wohnblöcken. Der Verkehrsweg der Planstraße 40a XIII wurde als „Verlängerte Ostseestraße“ angelegt. Nach der amtlichen Recherche und einer Befragung von Bewohnern wurde der Straßenname zu Ehren des italienischen Malers und Bildhauers Michelangelo (1475–1564) gewählt. Dieser Straßenname nach einem Künstler passte sich den zuvor in der Weißenseer Nachbarschaft 1951 umbenannten Straßen nach Komponisten an (Komponistenviertel). Im 400. Todesjahr Michelangelos wurde am 18. Februar 1964 in einem feierlichen Akt das neue Straßenschild enthüllt.

## Nordseitenbebauung der 1960er Jahre

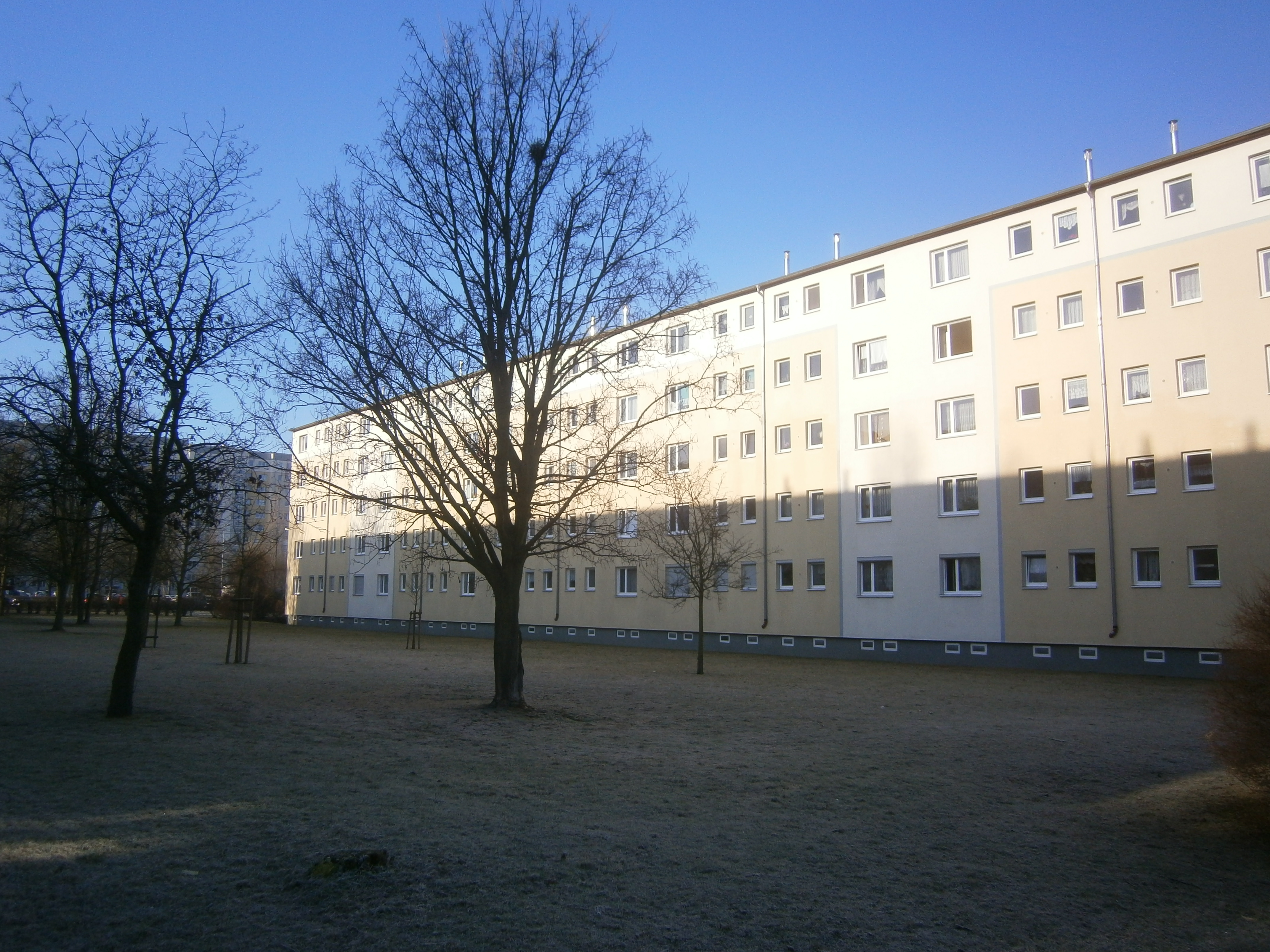
Bebauung der Straßennordseite

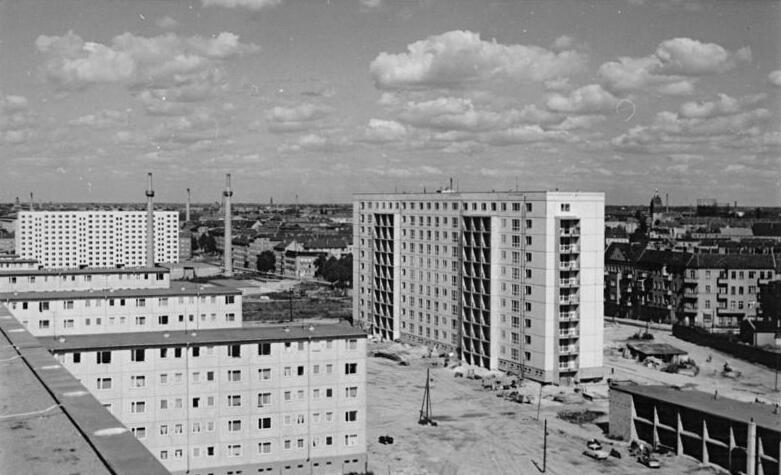
Wohnbau (QP64 und Q3A) im Jahr 1964 (Vom Ostblock nach Westen)

Mit dem Bau der Wohnhäuser im Bereich der Grenze zum Ortsteil (damals Stadtbezirk) Weißensee wurde die Michelangelostraße bis zur Kniprodestraße als zweistreifige Straße angelegt. Bis dahin befanden sich bis an die Gürtelstraße Kleingärten und Ödland. Während der westliche Q3A–Wohnblock 1961 längs der Straße errichtet wurde, folgten acht querstehende und am Ostende weitere zwei Zehngeschosser der QP-Serie und hinter diesen parallel zur Kniprodestraße noch zwei Q3A-Zeilen. Jeder der 13 Wohnblöcke besteht aus fünfgeschossigen Häusern in Zeilenbau mit je fünf Häusern. Im Umfeld dieses 1961 bis 1968 errichteten Wohnquartiers entstanden an der Gürtelstraße zwei Kindergärten und darüber hinaus eine Poliklinik (seit 1990 Ärztehaus), ein kommunaler Wäschestützpunkt (Rewatex), später folgte ein Feierabendheim. Die Häuser entstanden im genossenschaftlichen Wohnungsbau im Rahmen des AWG-Programms. 1990 ging die AWG nach bundesdeutschen Genossenschaftsrecht in das Eigentum von drei Wohnungsbaugenossenschaften über.
Die Michelangelostraße ist eigentlich nur an der Nordseite bebaut. Die südliche Straßenseite blieb unbebaut, die in den 1970er Jahren entstandenen Bauten liegen (einseitig) an der Hanns-Eisler-Straße. Die anliegenden Grünflächen waren Verkehrsreservefläche und kamen 2013 als Baureserveland zur Bebauungsverdichtung ins Gespräch, obwohl die Ringstraßenplanung Mitte der 2010er Jahre wohl noch nicht ganz aufgegeben war. „Der Weiterbau der A 100 bis zur Frankfurter Allee soll[te] bis 2015 realisiert und der Anschluss bis zur Landsberger Allee erst nach 2015 erfolgen. Eine darüber hinausgehende mögliche Schließung des Autobahnrings wurde aus der Flächennutzungsplanung gestrichen. Die Lücke zwischen der Landsberger Allee und der Michelangelostraße soll stattdessen durch eine normale innerstädtische Straße geschlossen werden.“ Mit dem Ausbau von Kreuzungen für das Abbiegen voreinander wurde die Kreuzung an der Ostseestraße umgestaltet. Die Michelangelostraße erhielt eine südliche Richtungsfahrbahn. Mit der Aufhebung der Kleingartenanlagen im Neubaugebiet wurde der benötigte Straßenraum gewonnen. Gleichzeitig wurde jedoch eine Freifläche in der Breite für den Ausbau der Ringstraße reserviert (Verkehrsreservefläche).

## Mühlenviertel

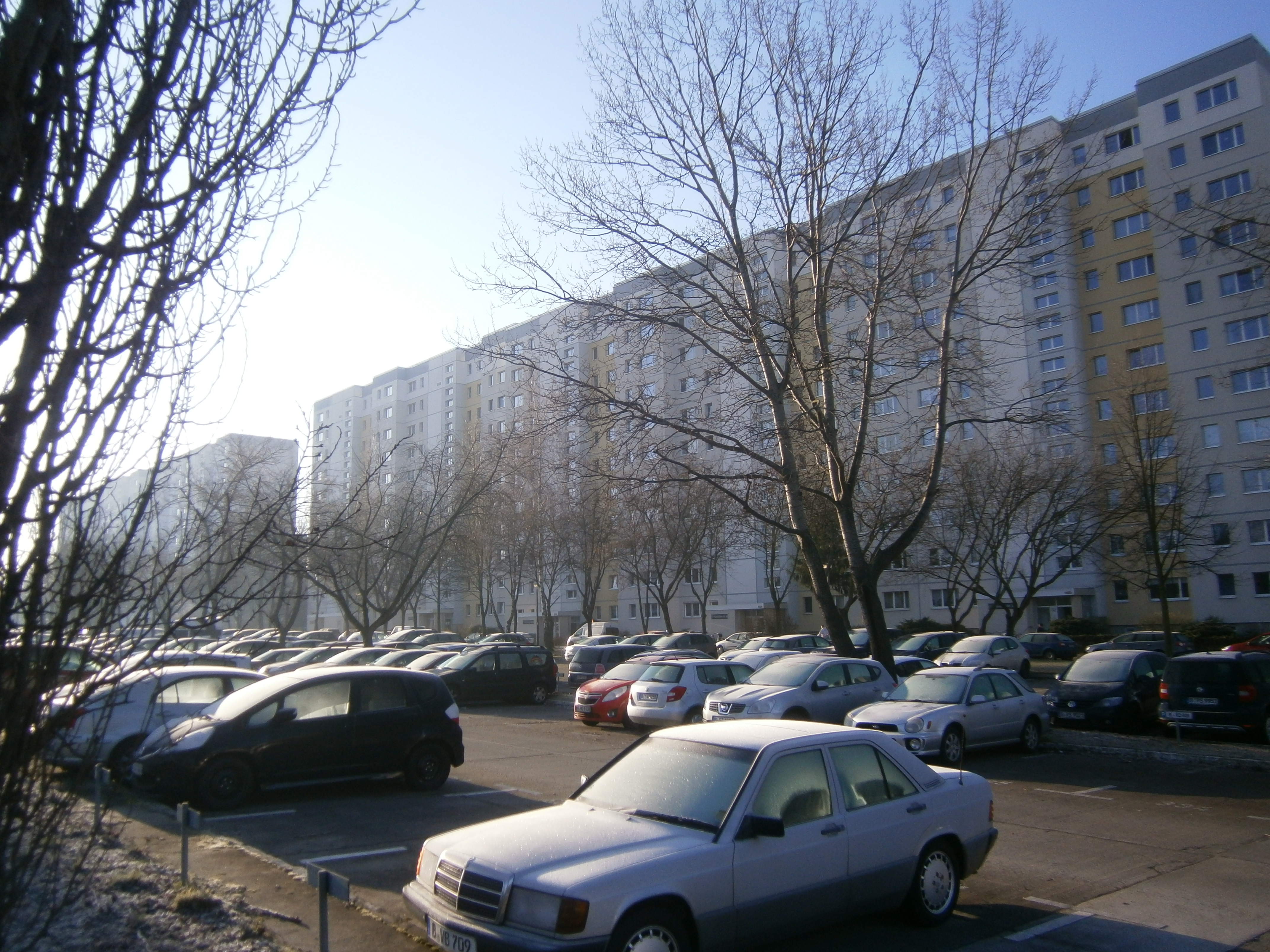
Michelangelostraße zu den WBS-70-Bauten der Hanns-Eisler-Straße

Das Quartier Mühlenviertel reklamiert sich als Kiez auf dem Mühlenberg (beispielsweise Mühlenberg-Center). An der Greifswalder Straße standen noch im 19. Jahrhundert sieben Windmühlen. Jedoch standen fast 30 Mühlen vorrangig auf dem Windmühlenberg. Dieser befand sich am Südrand von Prenzlauer Berg zwischen Schönhauser Allee und Prenzlauer Allee, begrenzt durch die Saarbrücker und die Belforter Straße, damals vor dem Prenzlauer Tor gelegen. Hier war durch die Kante des Barnims gegenüber der Spreeniederung von Kölln und Berlin der nötige Wind stärker.
In der Berliner Stadtplanung der Lebensweltlich orientierten Räume (LOR) wird der als Mühlenviertel zitierte Planungsraum (LOR: 03 06 14 29, wobei 03 = Pankow / 06 = nördlicher Prenzlauer Berg / 14 = Prenzlauer Berg Ost / 29 = Greifswalder Straße) von Greifswalder Straße, Weißensee, Kniprodestraße und Ringbahn begrenzt. Dabei sind „Mühlenkiez“ und Mühlenviertel mit dem Pankower LOR-Planungsraum „Greifswalder Straße“ identisch. Die angrenzenden LOR-Räume sind:
- südlich der S-Bahnstrecke die „Grüne Stadt“: LOR 03061434 = „Anton-Saefkow-Park“
- Quartier Thälmann-Park: LOR 03061433, südwestlich über die Bahnstrecke und die Greifswalder Straße hinweg
- Planungsraum Erich-Weinert-Straße (LOR 03061428) im Westen gegenüberliegend
- die nördlich angrenzenden Planungsräume gehören zum Ortsteil Weißensee
  - über die Greifswalder Straße/Berliner Allee berührt nach West LOR 03090524 „Behaimstraße“, der südliche Teil des vormaligen Neu-Weißensee
  - nach Norden schließt sich das Komponistenviertel an: LOR 03090525. Hier gehört der Jüdische Friedhof bis an die Bezirksgrenze Lichtenberg dazu.
- in Prenzlauer Berg über die Kniprodestraße nach Osten liegt der Planungsraum LOR 03061430 Volkspark Prenzlauer Berg
- in Richtung zum Friedrichshain nach Südost erstreckt sich Planungsraum 03061435 „Conrad-Blenkle-Straße“

Im Planungsraum gehören zum Mühlenviertel oder Mühlenkiez außer der Großwohnsiedlung mit WBS70/11 und zwei Doppelhochhäusern aus den 1970er Jahren:
- Nordseite der  Michelangelostraße bis an die Gürtelstraße ist eine Siedlungsfläche aus den 1960er Jahren mit Q3A-Wohnhäusern
- die Wohnhäuser entlang der Nordseite der Storkower Straße aus den 1930er Jahren
- die Wohnsiedlung zwischen S-Bahn und Storkower Straße aus den 1960er Jahren
- die Wohnhäuser an der Einsteinstraße und Pieskower Weg, die in den 1960er Jahren auf Gebiet von Kleingärten erbaut wurden. Den Kern dieser Siedlung an die Hochhäuser WBS 70/11 heran ist der Einsteinpark.

Bis zum Beginn der Gestaltungen um 1960 befanden sich auf dem Gelände die Kleingartenanlagen „Anni Ebermann“ und „Friedrichshöhe“, ergänzt durch verschiedene Lagerplätze auf den östlichen Grundstücken der Greifswalder Straße, sowie die Wohnhäuser 27–93a (Nordseite) und 2–24 (Südseite) der Storkower Straße, Pieskower Weg 2–14. Am S-Bahnhof (damals noch „Weißensee“) stand das „Kaufhaus“ (81/84) in dem auch das Kino Astra untergebracht war.
Die Bezirksstatistik bezieht sich entsprechend der Planungsgrundlage auf die gesamte Fläche, den „WBS70-Kiez“ eingeschlossen. Der (für die 2020er Jahre) geplante Neubau von Wohngebäuden an der Michelangelostraße würde den C-Ring in der Straßenführung auffüllen. Die Sozialdaten und deren Entwicklung sind vom Statistikamt im Internet hinterlegt. Beispielsweise ist durch die Besiedlung der Hochhaussiedlung auf KGA-Bestand zwischen 1975 und 1985 um 2019 der Anteil der über 60-Jährigen deutlich höher als im Berliner Durchschnitt. Ende 2018 waren bei einer Gesamtzahl an Bewohnern von 10.058 Personen: 8,9 % ausländische Staatsangehörige und 5 % Deutsche mit Migrationshintergrund sowie 8665 Deutsche. Die Anteile im Berliner Durchschnitt liegen dabei doppelt so hoch. Laut Monitoring gehört der Planungsraum zum Gebietstyp 2+/-, Status: mittel, Situation: stabil. Nach der Fläche hat das Mühlenviertel eine Größe von 85 Hektar. Von dieser Fläche stehen 51,5 % der Wohnnutzung zur Verfügung und fast 19 % sind Straßenfläche. Zur Kerngebietsnutzung zählen etwas mehr als zwei Prozent und für Mischnutzung ebenfalls 2 %, Gemeinbedarfs- und Sondernutzungen sind es 17,5 %, nahezu 6 % als Verkehrsflächen. 2 % der Grundfläche gehören zu Parks und Grünflächen.
Auf der Webseite von FIS-Broker finden sich weitere Angaben zum Mühlenkiez: so etwa für die Einschränkungen zur Nutzung von Flugmodellen oder Hobbydrohnen. Andererseits auch Karten zu Baufertigstellungen in den 2010er Jahren und zu den Geländehöhen.

## Großwohnsiedlung Michelangelostraße
Die Kleingartenflächen entlang der Südseite der Michelangelostraße von Greifswalder bis Kniprodestraße (zeitweise als Arthur-Becker-Straße) waren noch als Bauland frei, nachdem von der Storkower Straße her schon die Q3A-Häuser am Pieskower Weg und der Einsteinstraße entstanden waren. Im Inneren des Stadtbezirks waren keine Flächen der benötigten Größe für ein Großbauprojekt frei. Der weiter östlich gelegene Zentralviehhof war noch in Betrieb und wurde erst später stillgelegt und für Bebauung freigegeben. Für das Wohnungsbauprogramm waren zusammenhängende Bauflächen für die WBS 70-Plattenbauten nötig. Der neue Wohnbautyp entsprach der Forderung der DDR-Führung, das Wohnungsproblem bis zum Jahr 1990 zu lösen. Es war ein Ergebnis des Sozialprogramms; der Wunsch nach „guten“ Wohnungen wuchs schneller, als mit den bisherigen Baumethoden erfüllt werden konnte. Nach Entwürfen von Roland Korn und Kollektiv auf der Fläche früherer Kleingärten errichtet, halfen sie den Wohnungsbedarf des damaligen Stadtbezirks Prenzlauer Berg für 10.000 Einwohner zu decken. So entstand von 1973 bis 1983 das neue Wohnquartier an der Michelangelostraße nach Osten fortschreitend mit elfgeschossigen WBS 70-Wohnbauten. „Es entstand ein stadtnahes und begrüntes Wohnviertel in der Tradition von Tauts Wohnstadt Carl Legien und keine Satellitenstadt.“ Einige in der Projektplanung ursprünglich enthaltene Einzelheiten für den „Wohnkomplex Greifswalder Straße“ wie zentrale Parkhäuser wurden zu Gunsten von parkartigen, baumbepflanzten Innenhöfen aufgegeben, (eigentlich) aus Kostengründen. Flächen für die Abfallentsorgung wurden an die äußeren Wohnblockecken gelegt. Die Wohnbauten wurden vom „Wohnungsbaukombinat Berlin“ mit Unterstützung von Bauarbeitern aus den DDR-Bezirken errichtet.
Auf dem Gelände der Kleingärten entstanden entlang der errichteten Häuser die Hanns-Eisler- und die Thomas-Mann-Straße. Teilweise wurden sie der staatlich organisierten „Kommunalen Wohnungsverwaltung“ (KWV), zum anderen den genossenschaftlich ausgeprägten AWG zugeordnet. Mit der Wende im Jahre 1989 wurden entsprechend den Voraussetzungen in Gesamtberlin die KWV-Häuser der landeseigenen (Bezirks-)Wohnungsgesellschaft (zunächst WIP, dann WIR, später Gewobag) übergeben, die AWG-Häuser wurden mit Statut-Anpassung zur Wohnungsbaugenossenschaft „Zentrum“ umfirmiert.
Die Hanns-Eisler-Straße liegt (südseitig bebaut) parallel zur Michelangelostraße. Die halbe Breite der Freifläche zwischen Kniprode- (1974–1995 → Artur-Becker-Straße) und der Greifswalder Straße blieb als Reservefläche frei und wurde zwischenzeitlich als Parkfläche für die Anwohner sowie als Buswendeplatz als Grünfläche angelegt. Davon ist ein Teilstück als Öko-Wiese ausgenommen. Zur Wildgräserwiese erklärt, führt der Grünzug vom LSG Nordost bis zum Volkspark Friedrichshain in die Innenstadt. Einerseits kann sich hier ungestört ein Magerrasen entwickeln, andererseits erspart es dem Bezirksgartenamt die Pflege einer großen Fläche. Am östlichen Ende südlich der Zufahrt Hanns-Eisler-Straße entstand ein Sportplatz, in den 1990er Jahren stand zwischen Michelangelo- und Hanns-Eisler-Straße eine Traglufthalle. Am Buswendeplatz endet die Bus-Linie 200 (zum Bahnhof Zoo). Die Buslinie 156 (Stadion Buschallee/Hansastraße–S-Bahnhof Storkower Straße) befährt die Straße in ganzer Länge.

## Planung „Wohnen an der Michelangelostraße“

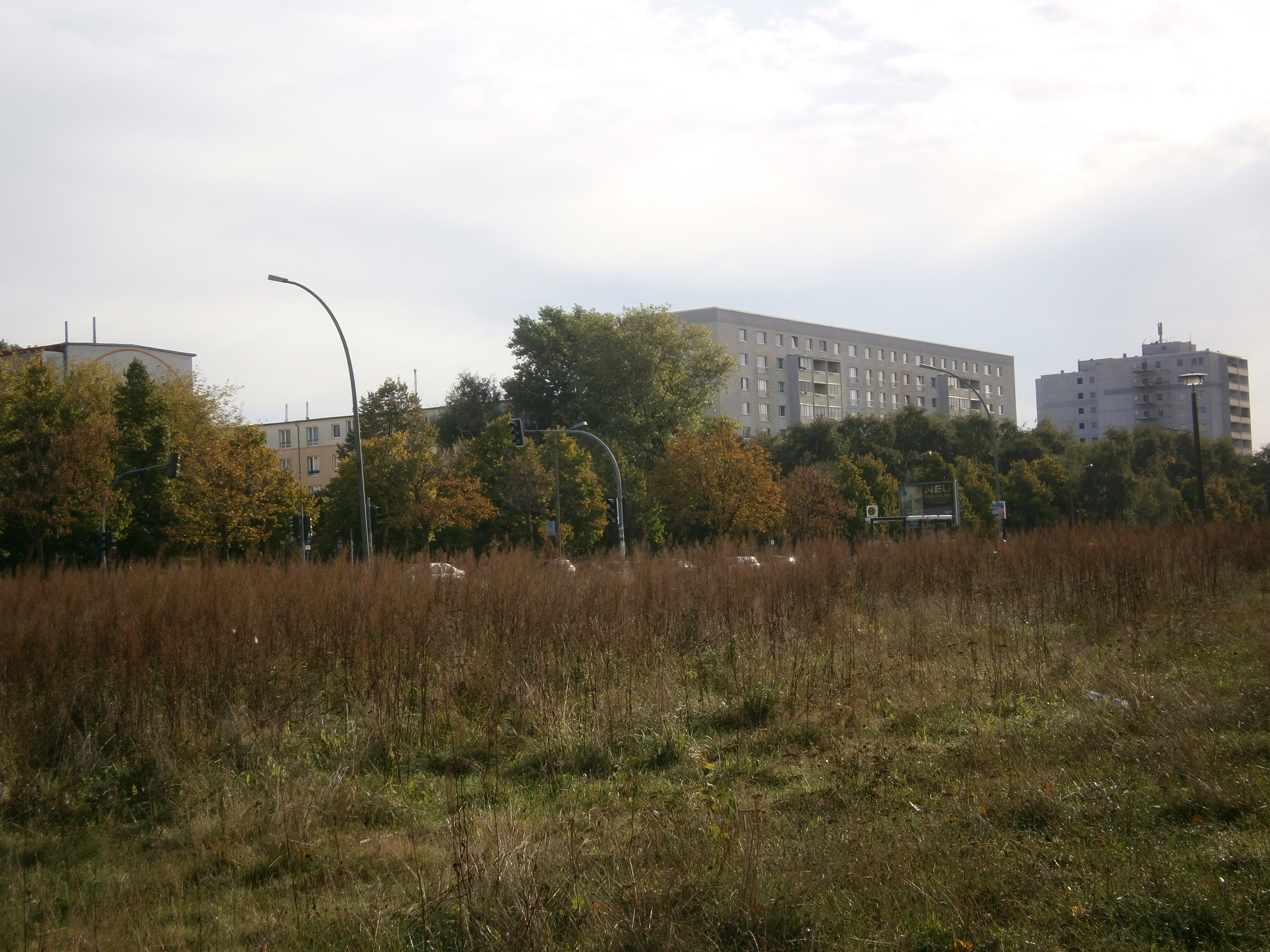
Grünfläche an der Südseite der Straße

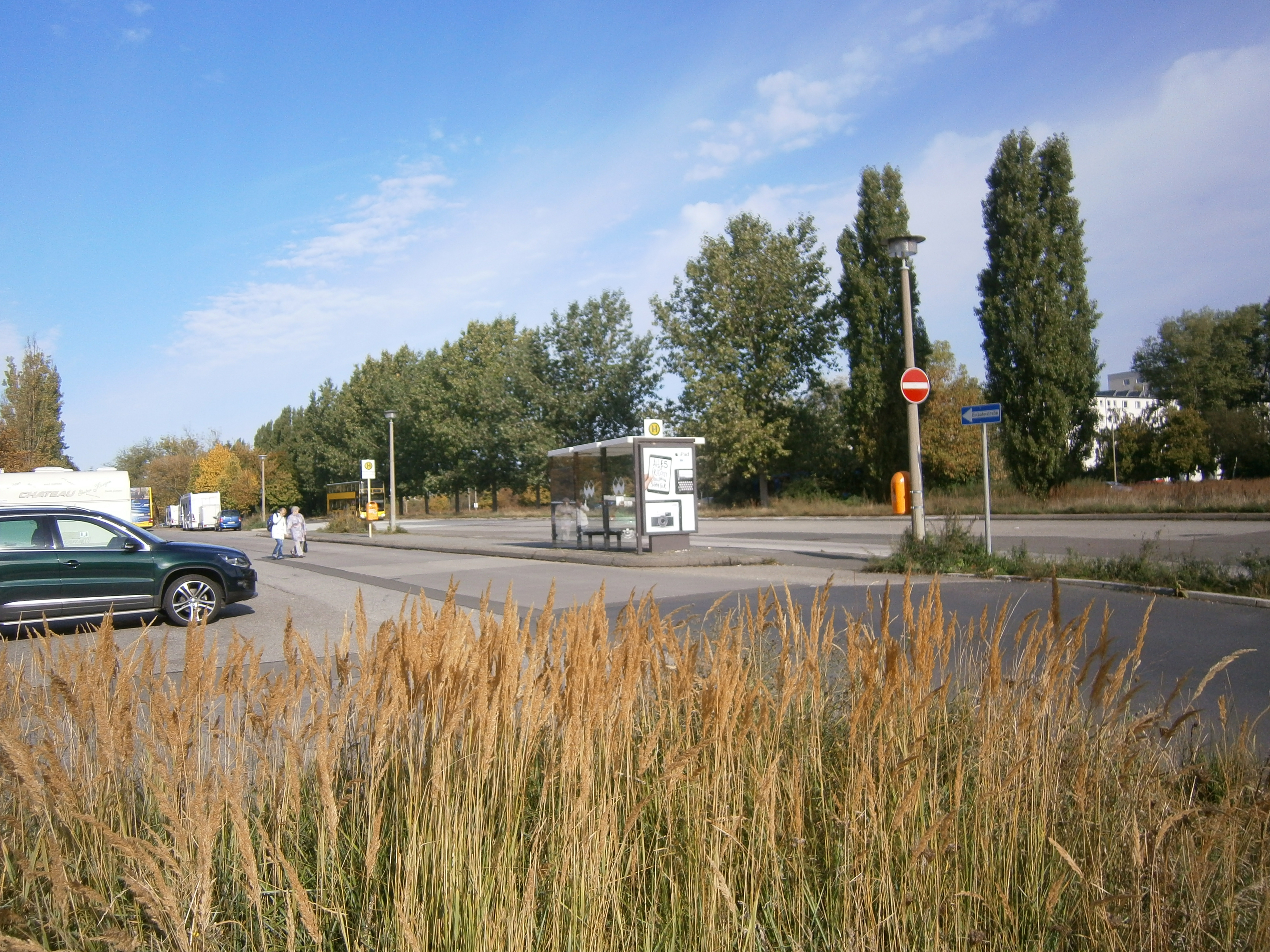
Blick über den Buswendeplatz

Die Lage an der Grenze zwischen den vormaligen Stadtbezirken Prenzlauer Berg und Weißensee brachte keine weiteren Planungen und Bebauungen mit sich. Die Michelangelostraße blieb als Trasse für eine mögliche Schließung des Stadtrings offen (Verkehrsreservefläche). Mit der Änderung der Voraussetzungen nach Aufhebung der Teilung Berlins und insbesondere nach dem Zusammenschluss der beiden Ex-Bezirke mit Pankow ergaben sich neue Grundlagen der Planungen im Bezirk Pankow. Südlich der Michelangelostraße schließt sich der Wohnkomplex Greifswalder Straße mit 11-geschossigen Wohnhäusern und groß dimensionierten Hofanlagen von Mitte der 1970er Jahre an. Der Bedarf nach Bauflächen stieg in den 2010er Jahren für die Gesamtstadt an, Freiflächen für eine Wohnbebauung und Bebauungsverdichtung wurden gesucht. Mit dem Widerstand von Anliegern (wie beim Tempelhofer Feld) oder Kleingärtnern (wie bei der „KGA Oeynhausen“ in Schmargendorf) kam die nach Flächennutzungsplan als „gemischte Baufläche M2“ bestimmte Michelangelostraße in das Blickfeld. Einen Bebauungsplan gab es an der Straße bis 2015 nicht. Die vorgesehene Nutzung für eine Stadtautobahn ist entfallen, obwohl im Verkehrsteil des Stadtentwicklungsplans die Michelangelostraße noch als übergeordnete Straßenverbindungen geführt ist.
Die Bebauung im „Wohnkomplex Michelangelostraße“ ist komplett. Das an das Weißenseer Komponistenviertel grenzende Wohngebiet zwischen Gürtel-, Kniprode-, Michelangelo- und Greifswalder Straße ist von der Senatsverwaltung für eine Bauverdichtung in Anspruch genommen. Ein städtebaulicher „Ideenwettbewerb“ wurde vom Bezirksamt Pankow auf Anforderung des Senats veranlasst. Unter Verschwiegenheit für die betroffene Öffentlichkeit wurde von der Senatsverwaltung für Stadtentwicklung und Umwelt, dem Bezirksamt Pankow, dem Liegenschaftsfonds Berlin unter Einbeziehung von Vertretern der Wohnungsbaugenossenschaften und Wohnungsgesellschaften „für das etwa 30 Hektar große Areal ein städtebaulicher Ideenwettbewerb ausgelobt, der im Dezember 2014 entschieden wurde“. Durch die Nähe des S-Bahnrings, die lockere fünfgeschossige Zeilenbebauung mit geringer Dichte aus den 1960er Jahren und die freigehaltene Stadtautobahntrasse an der Michelangelostraßen-Südseite zur Großwohnsiedlung hin ist das Gebiet für 1500 Wohneinheiten geeignet. Nach dem Wettbewerbsergebnis sind im Bereich Michelangelo-/Kniprodestraße die Erhaltung des Sportplatzes sowie der Neubau einer Grundschule (7000 m²) und einer Dreifachsporthalle (2000 m²) vorgesehen, 1000 m² für eine Kita und nicht zuletzt 143.000 m² Wohnfläche. Im Gegenzug entfallen die nicht bewirtschafteten 700 Parkplätze. Die Freifläche der Buswendestelle soll mit der Verlängerung der ins Zentrum West führenden Buslinie 200 in die Ostseestraße gelöst werden. Vorgesehen ist an der Südseite der Michelangelostraße eine durchgehende 50 Meter breite Blockbebauung auf 650 Meter Länge. An der Nordseite sollen Kopfbauten vor den querstehenden Hauszeilen errichtet werden. Die „bewaldeten“ Flächen sollen weiterhin genutzt und durch weiteren Baumbestand im Planungsgebiet ergänzt werden. Bis 2017 soll das Baurecht geschaffen sein, so dass zum Ende der 2010er Jahre das neue Wohnquartier mit einem geplanten Gesamtinvestitionsvolumen von mehr als 100 Millionen Euro errichtet werden kann.
Im Planungsraum „Greifswalder Straße“ (Mühlenviertel) plant der Senat eine städtebauliche Erneuerung mit Hilfe von Fördermitteln vorzutreiben. Das Gebiet stellt dabei einen Teil der Berliner Förderkulisse „Stadtumbau“ dar. Am 4. Juli 2017 beschloss das Bezirksamt das ISEK (Integriertes städtebauliches Entwicklungskonzept). Aus einem Bürger-Beteiligungsverfahren wurde vom Bezirksamt, die Planung an die im Kiez möglichen Bedingungen angepasst.